# Centinela (cómic)
Los Centinelas son una variedad ficticia de robots cazadores de mutantes que aparecen en los cómics estadounidenses publicados por Marvel Comics. Normalmente se presentan como antagonistas de los X-Men.
Los Centinelas jugaron un papel importante en la serie animada X-Men de los años 1990 y han sido representados en varios videojuegos de X-Men. Además, una versión simulada hizo una breve aparición en el comienzo de la película de 2006, X-Men: The Last Stand, vistos en la Sala de Peligro. Se presentan con prominencia en la película de 2014 X-Men: días del futuro pasado y también aparecen al final de la película de 2016, X-Men: Apocalipsis en el simulador de entrenamiento en la escuela de Xavier. En 2009, los Centinelas fueron clasificados por IGN como el 38° Mayor villano de cómic de todos los tiempos.

## Historia de publicación
Fueron creados por el escritor Stan Lee y el artista / coescritor Jack Kirby, aparecieron por primera vez en The X-Men #14 (noviembre de 1965).
Los Centinelas están programados para localizar mutantes y capturarlos o matarlos. Aunque se han introducido varios tipos de Centinelas, el Centinela típico tiene tres pisos de altura, es capaz de volar, dispara rayos de energía y puede detectar mutantes. Buscar el genocidio como medio para hacer frente a una amenaza ha convertido a los Centinelas en una analogía del odio racial y otros tipos negativos de fanatismo en las historias de Marvel, representan las horribles consecuencias de las acciones de la humanidad basadas en el odio y la ignorancia, junto con una advertencia sobre los riesgos de la toma de control de la IA.

## Características
Los Centinelas están diseñados para cazar mutantes. Si bien muchos son capaces de pensar tácticamente, sólo unos pocos son conscientes de sí mismos.
Los Centinelas son tecnológicamente avanzados y han exhibido una amplia variedad de habilidades. Están armados (principalmente con armas de energía y dispositivos de inmovilización), son capaces de volar y pueden detectar mutantes a larga distancia. Poseen una gran fuerza física y sus cuerpos son muy resistentes al daño. Algunos son capaces de alterar sus formas físicas o volver a ensamblarse y reactivarse después de haber sido destruidos.
Algunas variantes Centinelas, tienen la capacidad de aprender de sus experiencias, desarrollando sus defensas durante una pelea. Varios grupos de los robots han sido creados o dirigidos por un solo Centinela masivo, llamado Molde Maestro. Algunos Centinelas también están equipados con un bucle de lógica discreta en caso de que deban ir hacia los rebeldes para convencerlos de que son mutantes, como se demuestra con el Tri-Centinela.
Debido a su poder, sofisticación y alta producción en masa, los Centinelas se venden en el mercado negro. Las entidades los obtienen, a menudo en malas condiciones, para sus propios fines (no necesariamente relacionados con mutantes).
Durante el evento "Iron Man 2020", aparece un Centinela como miembro del Ejército de I.A.

## Tipos de Centinelas
Hay diferentes tipos de Centinelas que aparecen en los cómics:
- Mark I y Molde Maestro - Creado por Bolivar Trask. Apareció por primera vez en X-Men Vol. 1, #14. Bolivar Trask se sacrificó para destruir a Molde Maestro.
- Mark II - Creado por Larry Trask. Este modelo fue capaz de adaptarse a las súperpotencias y actuar de forma contralor casi instantáneamente. Apareció por primera vez en X-Men Vol. 1, #57.
  - No.2, el líder robótico de los Centinelas de Larry, más tarde "mutó" con la capacidad de crear deformaciones espaciales.[9]
- Compuesto - Creado por la fusión de las porciones restantes de cinco Centinelas destruidos por los X-Men y llegó bajo el control de Ashley Martin. Fue destruido por ella cuando se rebeló.
- Mark III - Creado por Stephen Lang y el Proyecto: Armageddon, financiado en secreto por Edward Buckman y el Consejo de los Elegidos. Apareció por primera vez en X-Men Vol. 1, #98.
  - Centinelas-X - Creado por Stephen Lang. Son androides que eran duplicados de los X-Men originales.
- Mark IV - Creado por Sebastian Shaw. Apareció por primera vez en X-Men Vol. 1, #151.
- Mark V - Creado por Sebastian Shaw para el Proyecto Wideawake del gobierno de los Estados Unidos. Apareció por primera vez en New Mutants Vol. 1, #2.
- Mark VI - Creado por Industrias Shaw para el Proyecto: Wideawake y usado por Onslaught. También incorporó partes del Proyecto Nimrod.
- Mark VII - Creado por Industrias Shaw. Eran experimentales y teledirigidos.
- Nimrod (más tarde Bastion) - Un prototipo de Súper Centinela que llegó de la cronología "Días del futuro pasado" y más tarde fue reactivado por el reverendo William Stryker.
  - Proyecto Nimrod - Creado por una ramificación del Proyecto: Wideawake y estaba en la etapa experimental. Cancelado después de que X-Force interfirió. Basado en el Nimrod Centinela.
- Centinelas Prime - Creados por Bastion y Operation: Zero Tolerance. Son humanos discapacitados dotados de nanotecnología sin su conocimiento en Prospero Clinic. Los Centinelas Prime se usaron como agentes durmientes hasta que se activaron por ataque o presencia de un mutante.
  - Centinelas Omega Prime - La segunda generación de Centinelas Prime. A menudo llamados simplemente Centinelas Omega, su nanotecnología está muy por delante de sus hermanos. Los Omega tienen un ciclo de transformación de 8 pasos que experimentan antes de transmutar de entidades completamente orgánicas a entidades mecánicas completas; que son Infección, Anidamiento, Replicación, Dormancia, Activación, Unión, Adaptación y finalmente Omega.[10] Karima Shapandar es una de ellas.
- Centinelas Salvajes - Construidos en secreto por un nuevo Molde Maestro en Ecuador, activado por Donald Trask III y utilizado por Cassandra Nova. Las nuevas unidades se producen sobre la base de los recursos disponibles actualmente: piezas recuperadas, armas y a veces incluso vehículos enteros, que dan a este tipo particular de Centinelas, una apariencia muy diversa. Debido a esto y a su flexibilidad de diseño, se ha observado una gran variedad de formas y tamaños diferentes. Los Mega-Centinelas utilizados para destruir Genosha y Nano-Centinelas pertenecen a este tipo de Centinelas. La tecnología utilizada en Nano-Centinelas también es utilizada por Arma Plus para sus experimentos de evolución artificial y la creación de sus Súper-Centinelas.
- Mark VIII - Escuadrón Centinela O * N * E, diseñado por Stark Enterprises. A diferencia de otros Centinelas, el Mark VIII requiere un piloto humano.
  - Centinelas T.O. - una mejora prevista para los centinelas Escuadrón O*N*E concebida por el director Robert Callahan, quien buscó utilizar sustancia tecnoorgánica para aumentar la efectividad de su programa Centinela.[11] Al fallar en su primer intento, tendría una segunda oportunidad después de obtener los Nuevos Mutantes infectados por Warlock para usarlos como forraje experimental para un mayor aumento de tecnoformación en su unidad Armadura del Escuadrón Centinela.[12][13]
- Bio-Centinelas - Humanos mutantes infectados por un virus tecnológico creado por Simon Trask,[14] las víctimas se convierten en activistas anti-mutantes, que más tarde en el comando de Trask, se transforman completamente en Centinelas robóticos siguiendo las órdenes de Trask.[15]
- Centinelas Stark - Debutaron durante la historia de AXIS. Bajo la influencia de Red Skull (que también había borrado de él cualquier memoria de su construcción), Tony Stark creó un modelo de Centinelas, basado en el conocimiento de los diferentes superhéroes que adquirió después de la historia de la Guerra Civil.[16] Cuando Red Skull se convirtió en el Red Onslaught, y los Vengadores llegaron a Genosha para detenerlo, desplegó a los Centinelas Stark.[17]
- Molde Madre - una cabeza variante de Molde Maestro consciente de sí misma y capaz de adaptarse, diseñada para crear "Molde Maestro" que a su vez crean Sentinels. Construido en secreto cerca del Sol por un grupo humano llamado Proyecto ORCHIS, que está formado por varios miembros de organizaciones humanas como A.I.M., S.H.I.E.L.D., Hydra, Alpha Flight y otras, una vez que esté en línea, Mother Mold conducirá directamente a la creación de Nimrod, la última forma nanotecnológica de Centinela.[18]
  - Nimrod el Cazador - creado en la era moderna únicamente a partir de tecnología contemporánea e independiente de sus homólogos que viajan en el tiempo por la Dra. Alia Gregor en Orchis's Mother Mold.
- Centinelas-X - la nueva era de Centinela de ORCHIS, que es un robot Sentinel moderno construido a partir de híbridos animales/humanos empalmados genéticamente por el Dr. Stasis que utilizó los numerosos cadáveres de Wolverine para perfeccionar un proceso y convertirlos en unidades Centinela, combinando los poderes de Wolverine. El esqueleto y las garras de Adamantium con la última carcasa y sistemas Centinela demuestran ser una combinación letal.[19]
  - Centinela Cero - El primer Centinela-X que se conecta y se construye sobre el marco del esqueleto de Adamantium de Wolverine. Al final, Firestar incineró las partes de Centinela Cero, dejando un esqueleto humeante de Wolverine.

### Creaciones relacionadas con la búsqueda de mutantes
- Tri-Centinela - Una combinación de tres Centinelas bastante estándar unidos por Loki, y derrotados por Spider-Man con sus poderes cósmicos (Capitán Universo) en el punto más alto. Más tarde fue revivido por la Fundación Vida, solo para ser destruido de nuevo por Spider-Man y Nova. Mendel Stromm luego obtuvo otro del búnker de la Fundación Vida en bancarrota y más tarde se le acercó un misterioso benefactor que se preparó para darle un Molde Maestro que se especializa en la creación de Tri-Centinelas.
- Centinelas soviéticos - Creados por la Unión Soviética y posteriormente comprados por funcionarios del gobierno cubano.[20]
- Súper-Centinelas - Usando la tecnología Nano-Centinela, Arma Plus creó superhumanos artificialmente evolucionados en The World. Tres de las creaciones fueron escogidas para formar los Súper-Centinelas, Huntsman, Fantomex y Ultimaton, que estaban destinados a ser presentados al público como superhéroes para hacer que el exterminio de los mutantes se pareciera a un "dibujo animado del sábado por la mañana".
- Centinelas de Colcord - Algunos de los Boxbots creados por Madison Jeffries (alias Box) para servir al programa Arma X, dirigido por Malcolm Colcord. En una variación de la línea de tiempo de Días del futuro pasado que se ve en la serie limitada Arma X: Días del Futuro Ahora, uno de los Boxbots evoluciona en un nuevo Molde Maestro y una nueva generación de Centinelas.
- Hardaway - Un cyborg creado en el campamento Hayden, asesinado por el Frente de Liberación Mutante, que se llamó un Bio-Centinela.
- X-51 (Machine Man) - Capturado por Bastion e "infectado" con los nano-bots Centinelas Prime que reconfiguraron y reconstruyeron sus sistemas, dándole así capacidades similares a Nimrod,[21][22] como adaptarse a casi cualquier situación y programación que a veces le obligaba a atacar mutantes.[23]
- Centinela de Juston Seyfert - Aparece por primera vez en Centinela #1, este es un Centinela reconstruido (probablemente Mark V o Mark VI), reprogramado para obedecer a Juston Seyfert. Inicialmente, Seyfert controlaba al Centinela montándose sobre su hombro; él ahora ha construido una carlinga en él. Seyfert y su Centinela son miembros anteriores de la Academia Vengadores y ofrecidos en Avengers Arena.
- Centinaughts - Uno de los tipos de robots sensibles que viven en la ciudad de robot libre de The Core,[24] Centinaughts se basan aparentemente en el diseño Centinela. Varían en tamaño, aproximadamente de humano a la gran estatura de Centinelas tradicionales.
- Nano-Centinela - Son tipo de Centinelas microscópicos del tipo de tecnología creada por Cassandra Nova e implementada de varias maneras por otros usuarios.[25] Moviéndose dentro del cuerpo y adhiriéndose a los cerebros de humanos y mutantes por igual, convirtiéndolos en drones de asalto que odian a los mutantes y no tienen autocontrol. Listo para acabar con cualquier mutante que los mire.[26]
  - Una forma desconocida de centinelas creada por humanos creada por Simon Trask utilizando un virus Centinela Tech basado en nanitos. Las víctimas se convierten en activistas antimutantes que más tarde, por orden de Trask, se transforman por completo en centinelas robóticos sin vida que siguen sin pensar las órdenes de Trask.[27]
- Adamantium Cyborgs - cazadores asesinos de mutantes casi totalmente mecánicos reacondicionados por Arma X con el metal titular como endoesqueleto utilizando nanotecnología basada en centinelas. Estas armas biónicas, que se presentan en numerosos lotes categóricos alfabéticos, pueden mudar de piel y revelar un autómata asesino con las habilidades de varios héroes y villanos de X-Men integradas en ellos.[28]
- Core/Comando Central - una variante biotecnológica de Molde Maestro detrás de los parámetros de diseño del nuevo Centinela Prime.[29]
- Centinelas Box - Centinelas más pequeños y rápidos basados en la tecnología Box creada por una empresa conjunta entre el Departamento H y Orchis para rastrear y capturar mutantes en Canadá.[30]

## Otras versiones
Las siguientes son versiones alternativas de los Centinelas, que aparecen fuera del canon regular de Marvel.

### Era de Apocalipsis
En la línea de tiempo de "Era de Apocalipsis", Bolivar Trask creó a los Centinelas con su esposa Moira. Estos Centinelas están equipados con varias torretas de armas montadas en el cuerpo, y su directiva principal es proteger a los humanos en lugar de cazar mutantes. Son capaces de cooperar con mutantes para promover esta misión. Más tarde, los Centinelas son adaptados por Weapon Omega para cumplir un propósito inverso, y ahora ayudan en la caza de la raza humana.

### Días del futuro pasado
En la línea de tiempo de "Días del futuro pasado", que tiene lugar en un futuro alternativo, los "Omega Centinelas" han avanzado tecnológicamente y se han convertido en los gobernantes de facto de los Estados Unidos y buscando conquistar el resto del Mundo. El más poderoso entre ellos es Nimrod.

### Hembeck
En el cómic de broma Fred Hembeck destruye el Universo Marvel, los X-Men son asesinados por "Centinelas Ninja" silenciosos, negros y del tamaño de un hombre.

### House of M
En la historia de la Casa de M, Magneto es victorioso en una guerra mutante / humana. Los Centinelas son adaptados por Sebastian Shaw, ahora director de S.H.I.E.L.D. para cumplir un propósito inverso, y ayudar en la caza de los rebeldes sapiens.

### MC2
En la línea de tiempo de Marvel Comics 2, Wild Thing se encuentra con un Centinela Prime que accidentalmente ha sido activado por un microondas defectuoso.

### Ultimate Marvel
En Ultimate X-Men, los Centinelas, creados por la versión Ultimate Marvel de Bolivar Trask, ya estaban en acción al comienzo del primer arco de la historia, cazando y matando mutantes en las calles, en un programa aparentemente abierto y públicamente reconocido por el gobierno de los Estados Unidos. Más tarde, también estaban los Nuevos Centinelas, que eran sesenta de los principales agentes de S.H.I.E.L.D. en la armadura de combate Centinela, quienes fueron descritos como sujetos con suficiente hardware para enfrentarse a una flota de los antiguos modelos Centinela. Más tarde, se construyó una nueva generación de robots Centinelas, creados por Trask bajo las órdenes de los gemelos Fenris.
Después de los eventos del Ultimatum Wave, se implementó un nuevo modelo de Centinela (Centinelas Nimrod) para cazar, capturar o matar a mutantes que se negaron a entregarse. Luego William Stryker Jr. utilizando la tecnología Centinela, mostró la capacidad de convocar una flota de Centinelas tras ser atacado por la Sábana Santa.

### What If?
- En What If... protagonizada por el hermano pequeño de Cannonball, Josh y su mascota Centinela, se muestra que Josh (quien, en la continuidad normal, luego se convertiría en Icarus) ha encontrado al robot y lo ha adoptado.[34]
- En What If... protagonizada por "Secret Wars": 25 años después, los niños de Marvel héroes son teletransportados a la Tierra dónde, en algún momento de los últimos 25 años, se muestra una variación de "Días del futuro pasado" cuando el grupo está siendo atacado por los Centinelas.[35]
- En What If... protagonizada por "Juggernaut: El Reino de Caín", Juggernaut ha matado a los X-Men y, como resultado, no hay nadie que se oponga a los Centinelas, por lo que el mundo es devastado por ellos hasta que son destruidos por Juggernaut.[36]

## En otros medios

### Televisión
- Un Centinela aparece en una escena retrospectiva en Spider-Man and His Amazing Friends episodio "A Firestar Is Born". Se lo ve luchando contra los X-Men cuando Estrella de Fuego era una miembro.
- Los Centinelas tenían un rol central en la serie animada de los X-Men de la década de 1990.
- Los Centinelas aparecen en la serie animada Spider-Man de 1994 episodio "The Mutant Agenda". Ellos luchan en una simulación del Salón Peligro. Spider-Man activó accidentalmente la simulación cuando visitó la Mansión X para buscar ayuda del Profesor X con su reciente mutación. La simulación fue desactivada por Jean Grey.
- En la serie de animación X-Men: Evolution, originalmente solo hay un Centinela que es el primer prototipo creado por Bolivar Trask, en esta serie él es un exagente de S.H.I.E.L.D. y para el asombro de Trask, el Centinela es elevado desde la planta baja donde se encontraba su base de operaciones por Magneto quedando suelto en la ciudad para forzar a los X-Men a combatirlo y revelar la existencia de los mutantes a los medios de comunicación. Estos Centinelas son mucho más poderosos y están más fuertemente armados que sus contrapartes de los cómics. El prototipo de Trask fue un reto peligroso, incluso para el poder combinado de los X-Men y La Hermandad. Tres Centinelas mejorados son utilizados más tarde por S.H.I.E.L.D. contra Apocalipsis y demostraron ser oponentes que le dieron cierta dificultad. El final de la serie mostró un vistazo a Nimrod que aparecería en el futuro liderando una nueva flota de Centinelas.
- Los Centinelas aparecen en Wolverine and the X-Men. Hay varios tipos de Centinelas: Centinelas Prowler, Mark I Centinela, un Centinela más futurista y Centinelas Buscadores. Los Centinelas son controlados por Molde Maestro en el futuro.
- Los Centinelas aparecen en The Super Hero Squad Show episodio "Days, Nights and Weekends of Future Past! (Six Against Infinity Part 2)" con la voz de Tom Kenny.[37] En esta versión, fueron construidos en un futuro de una realidad alterna donde fueron creados para defender una ciudad sin superhéroes.
- Un Centinela aparece en la serie de anime de Toei Marvel Disk Wars: The Avengers.
- Un Centinela aparece en una simulación del Salón Peligro en la serie Marvel Anime: X-Men.
- Un Centinela aparece en la serie animada Ultimate Spider-Man, en el episodio "Game Over" de la segunda temporada. El juego Madland (o Dementopolis en Latinoamérica) de Arcade incluyó un verdadero Centinela al que Spider-Man controló y usó su poder de fuego para eliminar los obstáculos a través de los niveles de Arcade.
- En la serie The Gifted, está conectada al universo cinematográfico de X-Men, presenta una versión moderna llamada Servicios Centinela, bajo el control de los Agentes Jace Turner y Edward Weeks.[38] Después de no poder capturar el Mutante Subterráneo, y Weeks es asesinado por Esme Frost, el determinado Turner abandonó Servicios Centinela. En el episodio "medidas eXtreme", Turner se alió con Industrias Trask (el creador de los Centinelas) bajo el Dr. Roderick Campbell se revela que ha sido responsable del Programa Sabueso, que reprograma a los mutantes. Los Centinelas en este universo son pequeños robots con forma de araña con un ojo rojo giratorio en el centro. Son extremadamente duraderos y pueden soportar agresiones físicas intensas y calor intenso, capaces de adaptarse rápidamente a los daños para seguir funcionando. Capturan mutantes aferrándose a ellos con un agarre inmenso, incluso Thunderbird no pudo liberarse de un Centinela hasta que un mutante llamado Eclipse ayudó con una intensa explosión de calor e incluso entonces el centinela continuó funcionando y los cazó. Con su diseño de araña, pueden arrastrarse y maniobrar en paredes y techos.
- Los Centinelas aparecen en X-Men '97, con la voz de Eric Bauza.[39]Además, aparecen Centinelas Prime.

### Películas
- Los Centinelas aparecieron en un borrador inicial de X-Men en el 2000. Henry Gyrich y Bolivar Trask usarían a los robots, pero el tratamiento de esa versión del guion no superó la etapa conceptual.

- También se planificó la inclusión de los Centinelas en X-Men 2 de 2003, pero finalmente no aparecieron (aunque el Proyecto Wideawake se menciona durante la lectura de una pantalla de computadora). Los bocetos descartados del Centinela aparecen como extras en el lanzamiento del DVD. La altura de los Centinelas no estaba especificada, pero los bocetos indicaban que, aunque su apariencia no se había alterado demasiado, habrían tenido la capacidad de compactarse en un platillo rodante como medio de transporte.

- Un Centinela fue visto por primera vez en X-Men: The Last Stand de 2006. Al final de la pelea, Colossus lanza a Wolverine hacia el robot que termina decapitado. El cuerpo del Centinela está envuelto en niebla, y la única parte que se podía ver era su cabeza cortada, aunque solo se trataba de un holograma durante una simulación de entrenamiento de la Sala de peligro en la escuela del Profesor Xavier, donde estaban instruyendo a los estudiantes sobre técnicas de defensa y el uso de sus poderes.

- En la película The Wolverine de 2013, se ve la mano de un Centinela en un monitor de televisión antes de que Wolverine pida el chequeo manual en el aeropuerto.

- Los Centinelas aparecen en X-Men: días del futuro pasado estrenada en 2014 como una amenaza secundaria para los mutantes.[40] En 1973, Bolivar Trask presenta el programa Centinela al Congreso de los Estados Unidos, pero lo rechazan, Trask luego lo presenta a las potencias extranjeras. Mystique mata a Trask en venganza por los mutantes asesinados durante los experimentos que este realizaba, pero fue capturada inmediatamente. Motivados por el miedo ante la muerte de Trask, el gobierno de EE. UU. aprueba el programa Centinela para cazar y matar a los mutantes. Estos Centinelas se basaron en el ADN de Mystique. Como resultado, pueden adaptarse y usar poderes mutantes. Los Centinelas finalmente expanden sus objetivos más allá de los mutantes hacia los humanos basándose en la lógica de que tienen el potencial de producir descendientes mutantes, lo que lleva a un futuro distópico donde la mayor parte de la humanidad y la raza mutante han sido eliminadas en 2023. Como Kitty Pryde desarrolló la capacidad de enviar las mentes de los demás a su cuerpo del pasado, ella proyectó a Wolverine, la única persona capaz de sobrevivir a la tensión cerebral del viaje en el tiempo, de regreso hasta su cuerpo de 1973 para reunir a las versiones más jóvenes de Charles Xavier y Bestia y detener el asesinato de Trask, poniendo en movimiento los acontecimientos de la película. La historia concluye con Mystique derrotando a Magneto y luego decide no matar a Trask convencida por Xavier, lo que da como resultado que el gobierno sea testigo claro de que no todos los mutantes son una amenaza para los seres humanos normales y deciden abandonar el programa Centinela. Los Centinelas originales de 1973 son los que más tienen parecido a sus homólogos de los cómics, ya que eran tres veces más grandes que un ser humano, poseían pistolas de gatling en uno de sus brazos capaces de disparar 3000 rondas por minuto, sensores que les permiten detectar a los portadores del gen X y podían volar utilizando los sistemas de ventilación en su pecho. Fueron construidos con un polímero de la era espacial para ser inmunes a los poderes de Magneto (pero el mutante les mete barras de metal para controlarlos en el clímax de la película). En cambio, los Centinelas del futuro eran más pequeños y elegantes, con un cuerpo construido con escalas mecánicas adaptativas, y además de tener los poderes de adaptación de Mystique, pueden cambiar sus manos para formar cuchillas punzantes. Los Centinelas fueron diseñados por Legacy Effects con Digital Domain construyendo modelos digitales basados en su modelo práctico a gran escala, mientras que la variante del futuro son todos gráficos de computadora creados por Moving Picture Company.[41][42]

- Los Centinelas de 1973, aparecen brevemente al final de X-Men: Apocalipsis (2016), una vez más en una simulación de entrenamiento, donde el nuevo equipo de X-Men liderados por Mystique comienza su entrenamiento.

### Videojuegos
Los Centinelas también han aparecido en varios videojuegos de los X-Men.
- En el juego de arcade X-Men, donde servían como el grueso de los enemigos.
- En Spider-Man / X-Men: Arcade's Revenge, fueron enemigos destacados en los niveles de Cyclops.
- En X-Men: Apocalipsis Mutante, los Centinelas aparecen como jefes en Genosha, con diferentes tamaños.
- Un robot parecido a un Centinela también aparece en las versiones arcade y SNES de Capitan America y los Vengadores. En el juego, no se llama 'Centinela', sino que se le conoce simplemente como 'Robot'.
- En X-Men 2: Clone Wars, en el segundo nivel (el primer nivel después de la pantalla de título), los Centinelas aparecen en segundo plano, ya que el nivel se establece en una fábrica de alta tecnología que produce Centinelas.
- Un Centinela es jugable en los juegos de lucha X-Men: Children of the Atom.
- En Marvel vs. Capcom 2: New Age of Heroes, el mismo Centinela de X-Men: Children of the Atom hace otra aparición como un personaje jugable. También se presentó como asistente secreto en Marvel vs. Capcom: Clash of Super Heroes.
- Los Centinelas aparecen en la introducción de Cyclops en X-Men: Mutant Academy. En ella, cazan mutantes en las calles de la ciudad de Nueva York. Un Centinela casi mata a un bebé al pisarlo, pero Cyclops arranca una de las piernas del Centinela y la hace caer.
- Los Centinelas se ven en el nivel de Cyclops / Spider-Man en X-Men: Mutant Academy 2. Se muestran en el fondo, patrullando los cielos de la ciudad de Nueva York, buscando mutantes.
- En X-Men: Next Dimension, Bastion es el personaje principal, que también se puede desbloquear como un personaje jugable. Un Centinela Prime masculino y un Centinela Prime femenino están disponibles como personajes jugables.
- En X-Men Legends, son los principales antagonistas del juego, con la voz de Scott MacDonald.[37] Hay varias versiones de los Centinelas en este juego:
  - Centinela Alpha usa cohetes, gases, pisadas y un rayo de palma.
  - Un Centinela con cohetes, rayos oculares, pisotones y una bomba (esta versión tiene hombreras como Sentinel Squad ONE)
  - Un controlador Centinela con rayos oculares, pisada, una versión mejorada del rayo de la palma, cohetes y una onda que anula los poderes mutantes (esta versión tiene una cabeza azul y su cuerpo es azul y púrpura)
  - Una plataforma de armas Centinela en forma de araña púrpura con voladores verdes, que puede golpear y usar una onda verde que invierte los controles.
  - Un Centinela Avanzado (basado en el Primer Centinela) con rayo congelador, voladuras de color naranja, punzón, terremoto (con puño) y una carrera.
- En X-Men Legends II: Rise of Apocalypse, se muestra a los Centinelas ayudando con la evacuación después de que Apocalipsis asola la ciudad de Nueva York. Bastion luego los convierte en los X-Men y la Hermandad de los Mutantes. Después de que Bastion es derrotado, los Centinelas reanudan sus tareas de evacuación.
- En X-Men: The Official Game (que llena la brecha entre X-Men 2 y X-Men: The Last Stand), los Centinelas son parte del plan de respaldo de William Stryker si su plan de eliminar a todos los mutantes con el Dark Cerebro fracasó. Stryker haría que los robots de caza de mutantes rastrearan y mataran a todos los mutantes que pudieran encontrar. Los Centinelas que aparecen en el juego parecen ser similares a los del juego X-Men: Children of the Atom. Hay dos tipos de Centinelas: uno es un modelo aéreo más pequeño; y el otro es un gigante gigante andante.
- En el videojuego X-Men Origins: Wolverine, Centinela Mark I es uno de los principales jefes del juego. Mientras se infiltraba en la sede del Proyecto Wideawake para encontrar a su viejo compañero de equipo John Wraith, Wolverine se encuentra con dos Centinelas de tamaño completo, destruyendo a un Centinela a medio terminar con un arma de mano Centinela y derrotando al otro en una larga confrontación.
- El Centinela de X-Men: Children of the Atom (ahora dado el número de modelo "COTA-94", en referencia al año en que se lanzó Children of the Atom) es un personaje jugable desbloqueable en Marvel vs. Capcom 3: Fate of Two Worlds y su versión actualizada Ultimate Marvel vs Capcom 3, con Jim Ward retomando su papel. El final del personaje de El Centinela hace que Centinela cargue el programa de Molde Maestro en el mundo de Galactus. con la planificación del Centinela no solo de la destrucción de mutantes sino también de la humanidad y muestra varios modelos nuevos de Centinela con un diseño similar al mismo Galactus.
- Los Centinelas aparecen en X-Men Destiny. El jugador debe derrotar a un Centinela antes de poder desafiar al jefe final y principal antagonista, Luis Reyes.
- Los Centinelas aparecen en Marvel: Avengers Alliance. Los Centinelas están formados por los Centinelas Coeus, los Centinelas Crius, los Centinelas Cronus, los Centinelas Hyperion, los Centinelas Iapetos, los Centinelas Phoebe, los Centinelas Rhea y los Centinelas Themis. Un Salvaje Centinela es un oponente para los jugadores en el nivel tutorial. La Hermandad de los Mutantes también ha incluido sus propias versiones de Centinelas llamadas M-Series Rho MK III, Sigma MK III de la Serie M y MK III de la Serie M. En una misión Spec-Ops que gira en torno al Hellfire Club, Crimson Dynamo fue contratado por el Hellfire Club para construir los Centinelas que obedecen a cada uno de sus comandos.
- Los Centinelas aparecen en Marvel Heroes.
- Las partes destruidas de los Centinelas (incluyendo brazos, piernas, cabezas y una bota) aparecen en las ruinas de Genosha, en el juego de Deadpool. Deadpool narra que los Centinelas atacaron el país de Magneto y asesinaron a los 6 millones de residentes Mutantes.
- Los Centinelas aparecen en Lego Marvel Super Heroescon la voz de Stephen Stanton.[43] El jugador puede luchar contra tres Centinelas diferentes en toda la ciudad de Nueva York. Al vencer a uno de los Centinelas se desbloquea un Mini-Centinela para jugar.
- Los Centinelas aparecen en el Marvel Contest of Champions, tanto en versiones jugables como no jugables y como jefe final del Acto 5.
- Los Centinelas aparecen como enemigos en Marvel Ultimate Alliance 3: The Black Order con una variante mejorada de la Gema de Poder conocida como Centinela Infinita como personaje jefe.[44][45] Los Centinelas se despliegan como el plan de respaldo de Ultron para robar las Gemas del Infinito de los Vengadores iniciando un asalto en el Instituto Xavier después de que los X-Men se ocuparan del Hellfire Club (fuera de la pantalla). Después de robar la Gema de Poder de los héroes, Centinela Infinita lucha contra los héroes hasta ser destruido por Magneto.